# Мобільний паспортний контроль
Mobile Passport Control (MPC) перекладається як мобільний паспортний контроль (МПК).

## Історія
Операції мобільного паспортного контролю було запущено в Атланті в міжнародному аеропорту Хартсфілд-Джексон у 2016 році та зараз доступно в 24 аеропортах США та 1 круїзному порту США. Додаток Mobile Passport авторизовано CBP і спонсорується Міжнародною радою аеропортів Північної Америки, компанією Boeing і портом Еверглейдс. Восени 2017 року компанія Airside Mobile, Inc. забезпечила фінансування серії A у розмірі 6 мільйонів доларів США.

## Сутність

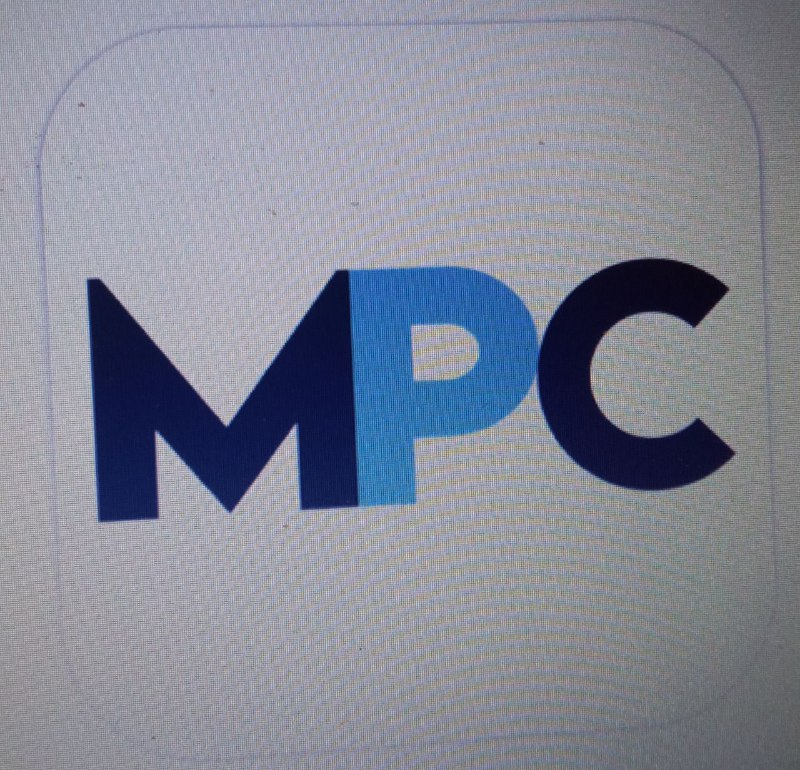

Мобільний паспортний контроль (MPC) дозволяє мандрівникам, які відповідають вимогам, надсилати свої проїзні документи, фотографії та дані митної декларації через безкоштовну безпечну програму на своєму смартфоні чи іншому мобільному пристрої. Використання MPC спрощує процес в'їзду мандрівника до Сполучених Штатів, скорочуючи час перевірки паспортного контролю та загальний час очікування. Використання MPC не вимагає попереднього погодження. Мандрівникам, які успішно скористалися додатком MPC, більше не потрібно буде заповнювати паперову форму, і їм може бути надано визначену чергу. У результаті мандрівники можуть скоротити час очікування, менше заторів і ефективнішу обробку.
Мобільний додаток для паспортного контролю CBP
Програма MPC від CBP — це безкоштовна програма, яку можна завантажити з Apple App store і Google Play, і наразі вона доступна для використання мандрівниками, які відповідають вимогам, після прибуття на сайти, затверджені MPC.

## Сучасне використання
Після завантаження програми MPC із Google Play Store або Apple App Store мандрівникам, які відповідають вимогам, буде запропоновано створити профіль із даними свого паспорта чи картки LPR. Після прибуття до відповідних пунктів попереднього очищення користувачі повинні вибрати в додатку спосіб в'їзду як «Попереднє очищення» перед тим, як вибрати порт в'їзду для попереднього очищення. Якщо мандрівник не використовує попереднє оформлення, після приземлення в Сполучених Штатах мандрівники вибирають «аеропорт США» як спосіб в'їзду, а потім вибирають аеропорт прибуття або морський порт і термінал. Потім мандрівники сфотографуються та дадуть відповіді на низку питань, пов'язаних з інспекцією CBP. Після того як мандрівник надішле свою транзакцію через додаток, мандрівники принесуть свій фізичний паспорт до офіцера CBP, щоб завершити перевірку для в'їзду до Сполучених Штатів.
Для надсилання інформації потрібне підключення до стільникового зв'язку або Wi-Fi, але мандрівники можуть заповнити профілі без підключення до Інтернету.